# Kypmantsje
Een kypmantsje, ook wel kjipmantsje, was een rond tarwekoekje van speciaal pepernotendeeg.
Kypmantsjes werden vroeger in IJlst en omgeving gemaakt. Inwoners van IJlst (Fries: Drylts) worden dan ook wel beschimpt met de bijnaam Dryltser Kypmantsjes.
De ronde koekjes werden 's winters ook wel op het ijs verkocht. Kypmantsjes worden bij speciale gelegenheden nog wel eens gebakken. Het oorspronkelijke recept voor kypmantsjes is in de loop der tijd verloren gegaan. In 1979 werd bij de viering van de IJlster stadsfeesten door de culturele raad een bakwedstrijd gehouden om een nieuw recept te bedenken.

## Naam
Het sinds juli 1969 verschijnende maandblad van de winkeliersvereniging heet ook It Dryltser Kypmantsje. Het krantje verschijnt ook in Nijezijl en Oosthem.
De naam wordt ook gebruikt door een plaatselijke horecagelegenheid.